# Valj Semerenko
Valentyna (Valja) Oleksandrivna Semerenko  (Oekraïens: Валентина (Валя) Олександрівна Семеренко) (Krasnopillia (Oblast Soemy), 18 januari 1986) is een Oekraïense biatlete. Ze vertegenwoordigde haar vaderland op de Olympische Winterspelen 2006 in Turijn en op de Olympische Winterspelen 2010 in Vancouver. Haar tweelingzus Vita is evenees actief als biatlete. Op de Olympische Winterspelen 2014 in het Russische Sotsji won ze, terwijl haar land verscheurd door onrusten was, een gouden medaille met de Oekraïense vrouwen-estafetteploeg.

## Carrière
Semerenko maakte haar wereldbekerdebuut in december 2005 in Osrblie. Tijdens de Olympische Winterspelen van 2006 in Turijn eindigde de Oekraïense als zesenveertigste op de 15 kilometer individueel.
In december 2006 scoorde Semerenko in Hochfilzen haar eerste wereldbekerpunten, een week later behaalde ze in Hochfilzen haar eerste toptienklassering. In Antholz nam de Oekraïense deel aan de wereldkampioenschappen biatlon 2007. Op dit toernooi eindigde ze als zesendertigste op de 20 kilometer individueel, samen met Vita Semerenko, Oksana Jakovleva en Oksana Chvostenko eindigde ze als negende op de 4x6 kilometer estafette. Tijdens de wereldkampioenschappen biatlon 2008 in Östersund was Semerenko's beste prestatie de zestiende plaats op de 7,5 kilometer sprint, op de 4x6 kilometer estafette legde ze samen met Vita Semerenko, Oksana Jakovleva en Oksana Chvostenko beslag op de zilveren medaille. Op de wereldkampioenschappen biatlon 2009 in Pyeongchang was haar beste resultaat de vijftiende plaats op de 7,5 kilometer sprint, op de gemengde estafette eindigde ze samen met Oksana Chvostenko, Oleksandr Bilanenko en Andrij Deryzemlja op de elfde plaats. Tijdens de Olympische Winterspelen van 2010 in Vancouver kwam Semerenko niet verder dan de dertiende plaats op de 7,5 kilometer sprint, samen met Olena Pidhroesjna, Valj Semerenko en Oksana Chvostenko eindigde ze als zesde op de 4x6 kilometer estafette.
In februari 2011 stond de Oekraïense in Presque Isle voor de eerste maal in haar carrière op het podium van een wereldbekerwedstrijd. Op de wereldkampioenschappen biatlon 2011 in Chanty Mansiejsk was Semerenko's beste prestatie de tiende plaats op de 7,5 kilometer sprint, op de 4x6 kilometer estafette sleepte ze samen met Vita Semerenko, Olena Pidhroesjna en Oksana Chvostenko de zilveren medaille in de wacht. Het team werd later gediskwalificeerd vanwege een positieve dopingtest van Oksana Chvostenko en moest de medaille inleveren.

## Resultaten

### Olympische Spelen
| Jaar | Plaats    | Resultaten                                                                                                 |
| ---- | --------- | --- |
| 2006 | Turijn    | 46e 15 km individueel                                                                                      |
| 2010 | Vancouver | 13e 15 km individueel 23e 7,5 km sprint 23e 10 km achtervolging 19e 12,5 km massastart 6e 4x6 km estafette |

### Wereldkampioenschappen
| Jaar | Plaats           | Resultaten |
| ---- | ---------------- | --- |
| 2007 | Antholz          | 36e 15 km individueel 9e 4x6 km estafette                                                                                          |
| 2008 | Östersund        | 32e 15 km individueel · 16e 7,5 km sprint · 20e 10 km achtervolging · 18e 12,5 km massastart · 4x6 km estafette                    |
| 2009 | Pyeongchang      | 26e 15 km individueel 15e 7,5 km sprint 38e 10 km achtervolging 16e 12,5 km massastart DNF 4x6 km estafette 11e Gemengde estafette |
| 2011 | Chanty-Mansiejsk | 11e 15 km individueel 10e 7,5 km sprint 24e 10 km achtervolging 16e 12,5 km massastart DSQ 4x6 km estafette                        |

### Wereldbeker
Eindklasseringen
| Seizoen   | Algemeen | Individueel | Sprint | Achtervolging | Massastart |
| --------- | -------- | ----------- | ------ | ------------- | ---------- |
| 2006/2007 | 47e      | 26e         | 53e    | 55e           | -          |
| 2007/2008 | 28e      | 37e         | 28e    | 28e           | 30e        |
| 2008/2009 | 24e      | 25e         | 30e    | 33e           | 14e        |
| 2009/2010 | 12e      | 8e          | 19e    | 14e           | 20e        |
| 2010/2011 | 11e      | Zilver      | 14e    | 12e           | 14e        |
| 2011/2012 | 22e      | 29e         | 25e    | 21e           | 23e        |
| 2012/2013 | 20e      | 9e          | 21e    | 25e           | 23e        |
| 2013/2014 | 8e       | 8e          | 10e    | 6e            | 13e        |
| 2014/2015 | Brons    | 11e         | 5e     | Brons         | Zilver     |
| 2015/2016 | 47e      | 50e         | 51e    | 37e           | 46e        |
| 2016/2017 | 79e      | -           | 74e    | 73e           | -          |
| 2017/2018 | 21e      | 4e          | 33e    | 32e           | 16e        |

Wereldbekerzeges
| Nr.         | Datum            | Plaats                  | Onderdeel           |
| Individueel | Individueel      | Individueel             | Individueel         |
| ----------- | ---------------- | ----------------------- | ------------------- |
| 1.          | 15 december 2013 | Annecy Le Grand-Bornand | 10 km achtervolging |
| Estafettes  |                  |                         |                     |
| 1.          | 7 januari 2009   | Oberhof                 | 4x6 km estafette    |
| 2.          | 3 januari 2013   | Oberhof                 | 4x6 km estafette    |
| 3.          | 7 december 2013  | Hochfilzen              | 4x6 km estafette    |
| 4.          | 17 januari 2016  | Ruhpolding              | 4x6 km estafette    |